# The Servant
The Servant sono stati un gruppo rock alternativo britannico costituitosi nel 1998.
Il front man era il cantante Dan Black, noto per aver collaborato anche con i Planet Funk. Gli altri componenti della band erano il bassista Matt Fisher, il batterista Trevor Sharp e il chitarrista Chris Burrows.
La band si chiama così in omaggio all'omonimo film di Joseph Losey del 1963. La canzone Cells è stata usata come colonna sonora (in versione strumentale) nel film Sin City, mentre la canzone Orchestra è giunta in finale al Festivalbar 2004 e l'album da cui è tratta, The Servant, si è trovato in cima alle classifiche europee per settimane.
Nati per caso, hanno avuto un grande successo mondiale.
Si sono sciolti nel 2007 e Dan Black ha iniziato una carriera solista.

## Componenti
- Dan Black - voce e chitarra
- Matt Fisher - basso
- Trevor Sharp - batteria
- Chris Burrows - chitarra

## Discografia
- 1999 - Mathematics (Mini-LP)
- 2000 - With the Invisible (Mini-LP)
- 2004 - The Servant
- 2006 - How to Destroy a Relationship